# Tommy Agerskov Thomsen
Tommy Agerskov Thomsen (født 29. maj 1945 i Silkeborg, død 7. maj 2025 i Hedehusene) var en dansk vicepolitikommissær, der var formand for Politiforbundet i Danmark fra 1986 til 2004.
Efter værnepligt i Livgarden blev han ansat ved Københavns Politi, hvor han blev vicepolitikommissær.
Han påbegyndte det faglige arbejde som bestyrelsesmedlem i Københavns Politiforening i 1977 og blev samme år foreningens formand. I 1986 afløste han Flemming Bay-Jensen som formand for Politiforbundet. Under hans formandskab indgik Politiforbundet i en fusion med Domstolenes Tjenestemandsforening og Dansk Kriminalpolitiforening.